# Andrea Bártfai-Mager

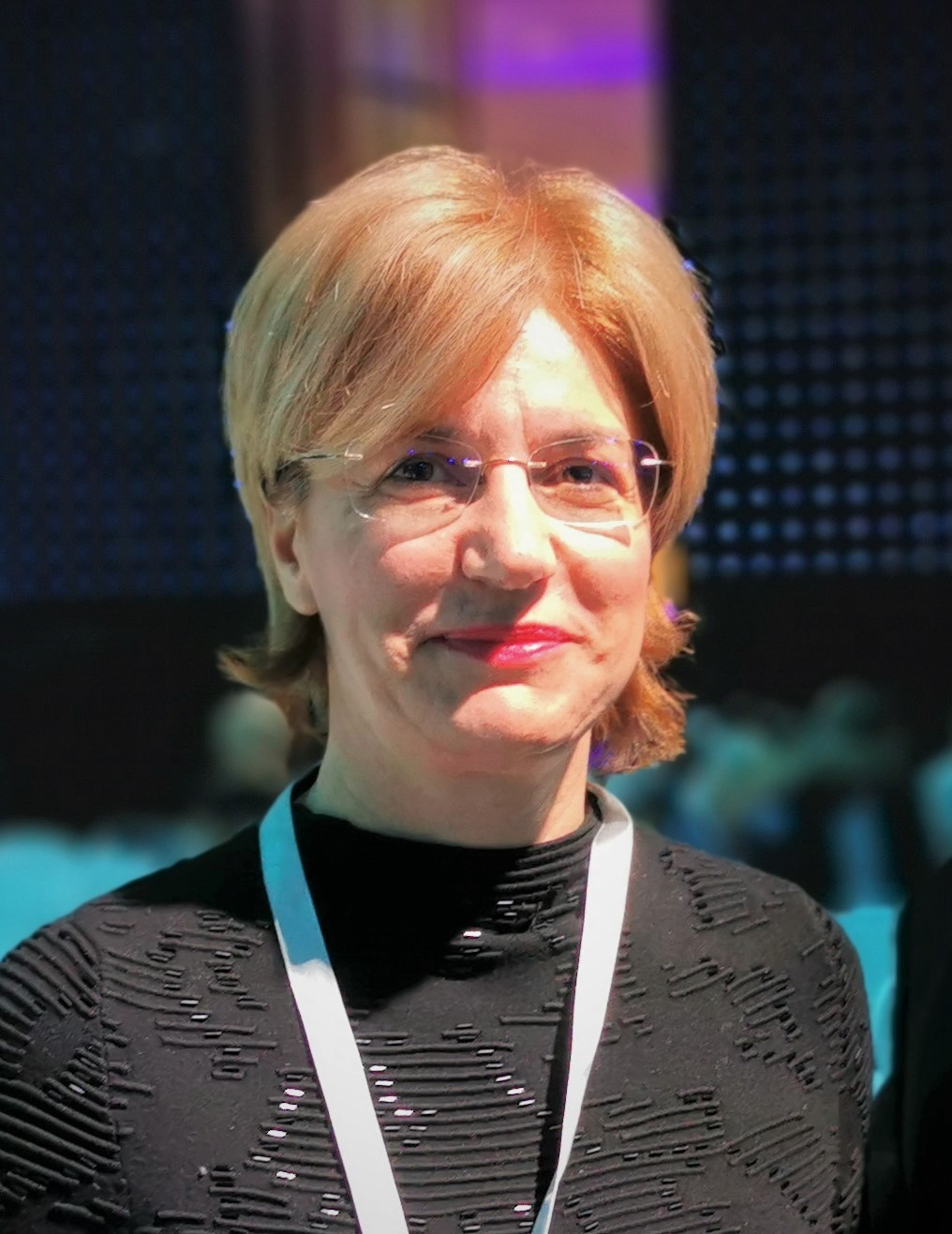
Andrea Bártfai-Mager (Januar 2020)

Andrea Bártfai-Mager (* 1966) ist eine ungarische Politikerin, Verwaltungsbeamtin und Managerin.

## Werdegang
Bártfai-Mager studierte zwischen 1985 und 1986 an der Lomonossow-Universität Moskau sowie anschließend bis 1991 an der Karl-Marx-Universität für Wirtschaftswissenschaften. Später war sie für die Postabank tätig, bei der sie verschiedene Rollen inklusive Vorstandsassistenz und Leiterin des Risikomanagements übernahm. 2001 wechselte sie zur Magyar Nemzeti Bank, wo sie 2005 den Bereich Finanzstabilität verantwortete und als ungarische Vertreterin beim Europäischen System der Zentralbanken im Komitee der Bankenaufsicht sowie der gemeinsamem Arbeitsgruppe der Europäischen Union und der Europäischen Zentralbank zur Bewältigung der Weltfinanzkrise 2007–2008 saß. Zwischen 2007 und 2010 saß sie zudem im Wettbewerbsrat der ungarischen Wettbewerbsbehörde, wo sie sich vornehmlich um Themen rund um Verbraucherschutz und Finanzintermediäre beschäftigte. Im März 2011 wurde sie für eine sechsjährige Amtszeit sie bei der Magyar Nemzeti Bank in den Währungsrat gewählt.
2016 ernannte sie Wirtschaftsminister Mihály Varga zur Regierungsbeauftragten für das Post- und Finanzwesen. Nach der ungarischen Parlamentswahl 2018 kam es unter Viktor Orbán zu einer Kabinettsumbildung, in deren Zuge einige bisherige „Superministerien“ aufgelöst wurden. Dabei wurde die parteilose Bártfai-Mager in den Rang einer Ministerin ohne Geschäftsbereich mit Zuständigkeit für die Verwaltung des Staatsvermögens erhoben. Bei der folgenden Parlamentswahl im April 2022 verteidigte Fidesz die parlamentarische Mehrheit, dennoch kam es zu einer erneuten Kabinettsumbildung, in deren Zuge Bártfai-Mager aus der Regierung ausschied.
Bártfai-Mager wechselte im Mai 2022 als Geschäftsführerin an die Spitze des staatlichen Glücksspielunternehmens und Lottoanbieters Szerencsejáték Zrt. Diesen führte sie durch die Öffnung des ungarischen Wettmarktes für lizenzierte Wettbewerber zum 1. Januar 2023.
Bis 2020 war Bártfai-Mager mit dem Politiker und Rechtsanwalt Béla Bártfai verheiratet, der im Kabinett Orbán I als Staatssekretär das Büro des Ministerpräsidenten Orbán geleitet hat.